# Pfyn
Pfyn (toponimo tedesco) è un comune svizzero di 1 943 abitanti del Canton Turgovia, nel distretto di Frauenfeld.

## Storia
Dal nome del paese deriva quello della cultura di Pfyn, una cultura del Neolitico (4300 a.C. circa); in epoca romana presso Pfyn sorgeva un castrum (III-V secolo).
Dal comune nel 1816 furono scorporate le località di Herdern e Lanzenneunforn, divenute comuni autonomi; nel 1998 Pfyn ha inglobato il comune soppresso di Dettighofen.

## Monumenti e luoghi d'interesse

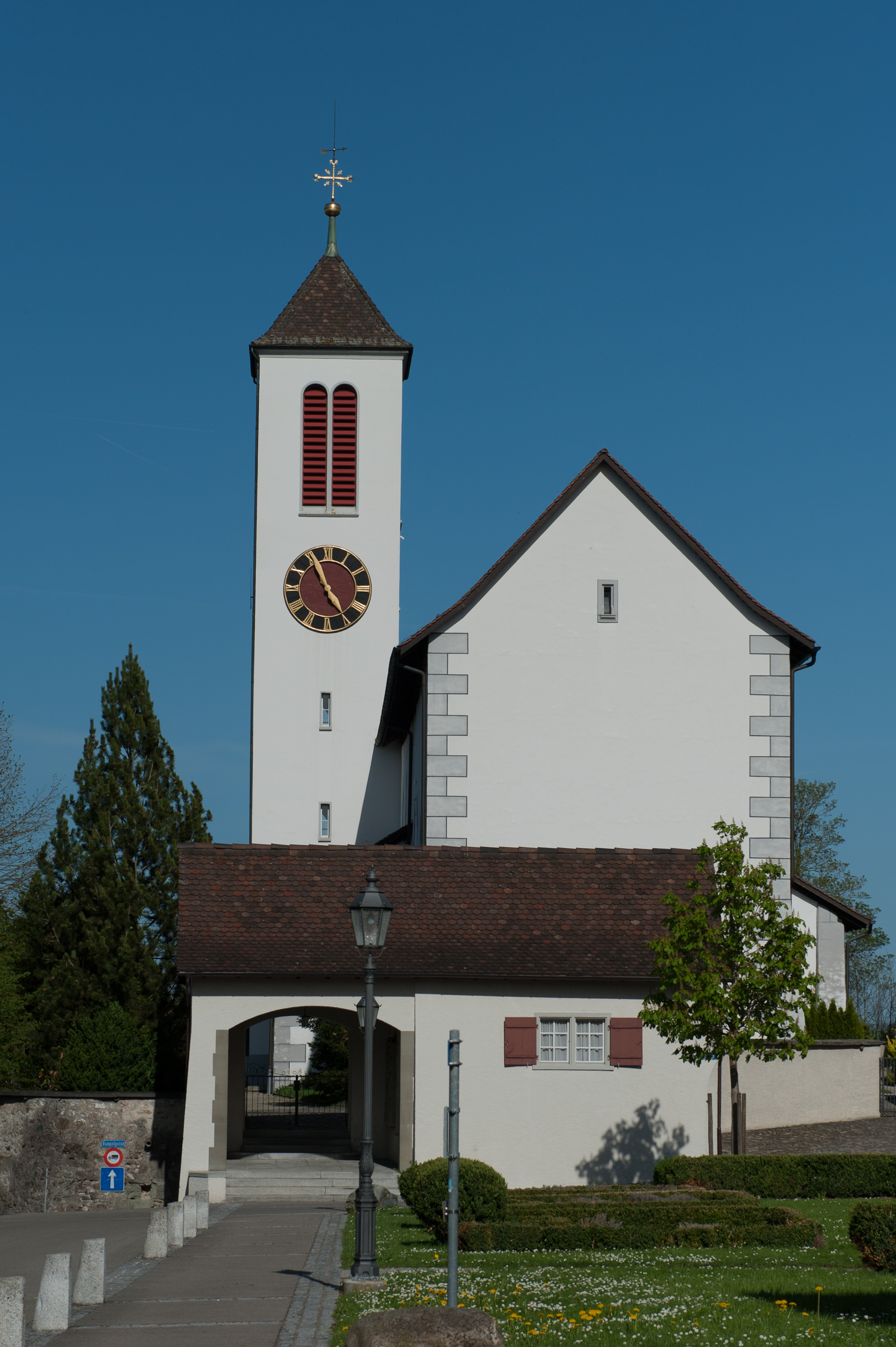
La chiesa paritaria di San Bartolomeo

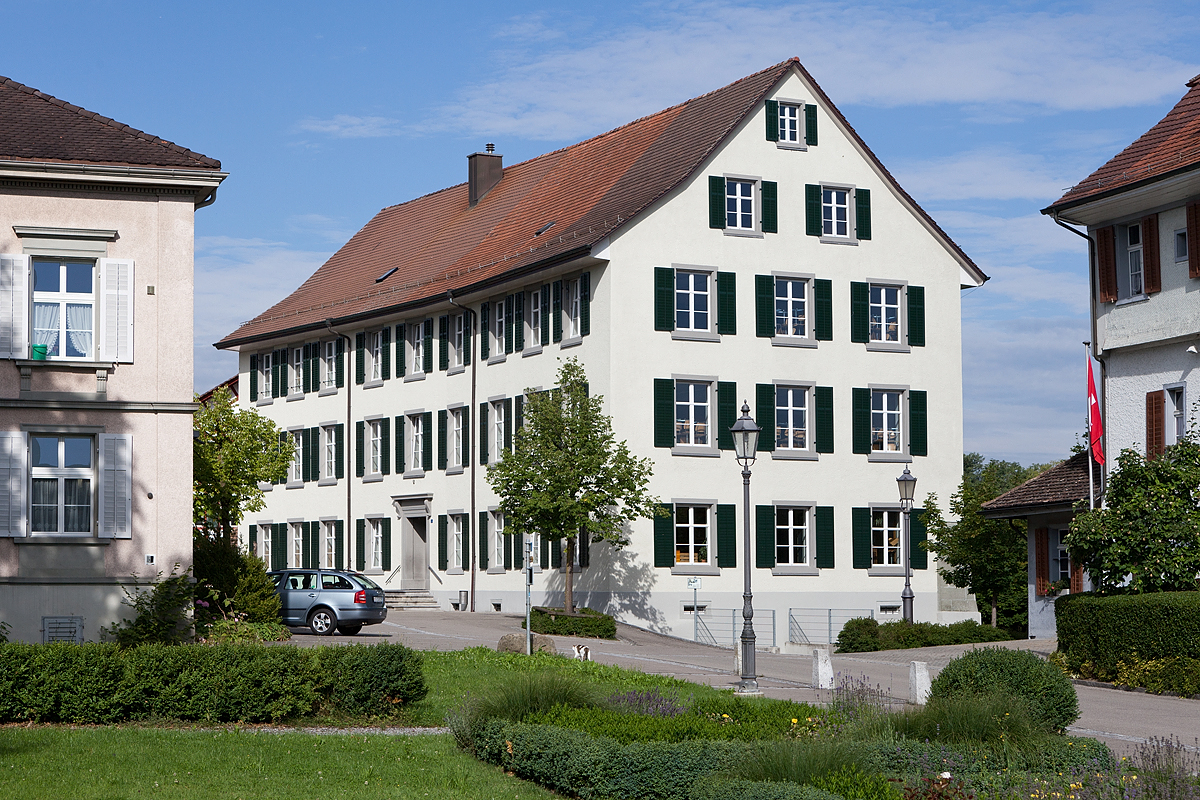
Il castello di Pfyn

- Chiesa paritaria (cattolica e riformata) di San Bartolomeo[1];
- Castello di Pfyn[1].

## Società

### Evoluzione demografica
L'evoluzione demografica è riportata nella seguente tabella:
Abitanti censiti

## Amministrazione
Fino al 2010 ha fatto parte del distretto di Steckborn. Ogni famiglia originaria del luogo fa parte del cosiddetto comune patriziale e ha la responsabilità della manutenzione di ogni bene ricadente all'interno dei confini del comune.